# Łojowice (województwo świętokrzyskie)
Łojowice – wieś w Polsce położona w województwie świętokrzyskim, w powiecie sandomierskim, w gminie Samborzec.
| SIMC    | Nazwa               | Rodzaj    |
| ------- | ------------------- | --------- |
| 0806950 | Łojowice Poduchowne | część wsi |

Były wsią biskupstwa krakowskiego w województwie sandomierskim w ostatniej ćwierci XVI wieku. W latach 1975–1998 miejscowość administracyjnie należała do województwa tarnobrzeskiego.